# Алабамски език
Алабамският език е мускогски език, разпространен сред племената алабама и коасати. Той е разпространен основно в щата Тексас, САЩ.

## Писменост
Писмеността на алабамски език е въз основа на латинската азбука:
| А а | B b | Ch ch | D d | E e | F f | H h | I i |
| K k | L l | ɬ     | M m | N n | O o | P p | S s |
| T t | W w | Y y   |     |     |     |     |     |

## Примери
- едно – cháffàaka
- две – tòklo
- три – tótchìina
- четири – óstàaka
- пет – táɬɬàapi
- шест – hánnàali
- седем – ontòklo
- осем – ontótchìina
- девет – chákkàali
- десет – pókkòoli
- понеделник – nihta aɬɬámmòona
- вторник – nihta atòkla
- сряда – nihta atótchìina
- четвъртък – nihta istóstàaka
- петък – nihta istáɬɬàapi
- събота – nihtahollosi
- неделя – nihta istontòklo